# Бейтоново (Иркутская область)
Бейтоново — упразднённое село в Черемховском районе Иркутской области России.

## География
Село располагалось в юго-западной части Иркутской области, на левом берегу реки Ангары, на расстоянии примерно 16 километров (по прямой) к востоку от города Черемхово, административного центра района. Абсолютная высота — 423 метра над уровнем моря.

## История
Основано в 1805 году. В 1926 году в селе имелось 68 хозяйств и проживало 394 человека (199 мужчин и 195 женщин). В национальном составе населения того периода преобладали русские. Действовала школа I ступени. В административном отношении являлось центром Бейтоновского сельсовета Черемховского района Иркутского округа Сибирского края.
Затоплена при наполнении Братского водохранилища.